# Mustafa Kurdaş
 (juillet 2020).
Mustafa Kurdaş, né en 1971 à Giresun en Turquie, est un journaliste turc, éditeur en chef de Millî Gazete (en),,,.

## Biographie
Il a terminé ses études primaires et secondaires à Istanbul. Il est diplômé de l'école secondaire Bakırköy Imam Hatip. Il est allé à Ankara en 1990 pour des études universitaires.
Il est diplômé de l'Université d'Ankara, faculté de communication, département de journalisme. Il débute le journalisme actif à Milli Gazete à partir de la deuxième année de faculté.